# Топець (заповідне урочище)
Топець — лісове заповідне урочище в Україні. Розташоване на території Річицької сільської ради (Зарічненський район Рівненська область). 
Площа 8,1 га. Створене рішенням Рівненського облвиконкому № 343 від 22.11.1983 року. Землекористувач — ДП «Зарічненський лісгосп» (Річицьке лісництво, квартал 26, виділи 7, 10, 13, 23, 27-28). 
Заповідне урочище створене з метою збереження вікових дубових насаджень.